# Roberta Brunet
Roberta Brunet (* 20. Mai 1965 in Aosta) ist eine ehemalige italienische Langstreckenläuferin.
Bei den Mittelmeerspielen 1991 in Athen gewann Brunet eine Goldmedaille im 3000-Meter-Lauf. Sie gewann bei den Olympischen Sommerspielen 1996 in Atlanta die Bronzemedaille im 5000-Meter-Lauf hinter der Chinesin Wang Junxia und der Kenianerin Pauline Konga (KEN). Bei den Mittelmeerspielen 1997 in Bari gewann Brunet eine Goldmedaille im 5000-Meter-Lauf. Bei den später im selben Jahr stattfindenden Leichtathletik-Weltmeisterschaften in Athen errang sie die Silbermedaille hinter der Rumänin Gabriela Szabo und vor der Portugiesin Fernanda Ribeiro.